# 마주보며 사랑하며
《마주보며 사랑하며》는 한국방송공사에서 1997년에 방송된 일일시트콤이며 KBS가 오늘은 남동풍을 끝으로 2TV 일일드라마를 폐지하는 대신 신설된 프로그램이었는데 당초 97년 4월 21일 첫 회가 나갈 예정이었으나 주요 배우 섭외 문제로 어려움을 겪어왔고 이에 KBS는 오늘은 남동풍을 97년 5월 2일 끝냈으며 첫 회도 97년 5월 5일로 바뀌었는데 그 해 8월 1일까지는 월~금 오후 9시 25분에 방영되었지만 그해 8월 4일부터 9월 19일까지 시간대가 9시 10분으로 변경되었고 그해 9월 22일부터 10월 17일까지 시간대가 9시 30분으로 변경되었고 10월 20일부터 시간대가 6시 35분으로 변경됐다.
한편, 이 프로그램은 음란한 자태를 지나치게 묘사하여 비난을 받았다.
게다가, 주요 배우들의 연기력 부족뿐 아니라 출연진에 속했던 이혜영의 지나친 노출로 구설수에 올랐으며 결국 1년을 넘기지 못했다.

## 출연진
- 차태현
- 박수홍
- 김흥기
- 양금석
- 장용
- 선우은숙
- 이혜영
- 태진아
- 이창명
- 강수지
- 엄지선
- 진재영
- 강성진
- 이칸희

## 참고 사항
- 출연진에 속했던 박수홍이 2000년 2월 4일부터 메인 MC로 투입된 SBS 기분 좋은 밤과 맞붙은 프로그램 중의 하나로 KBS 2TV 코미디 세상만사가 있는데 당시 이 프로그램 출연진에 속한 최양락은 같은 해 1월 22일 시작된 KBS 2TV 가족시트콤 반쪽이네 박상범 역이었고[5] SBS 예능 프로그램 좋은 친구들의 박수홍 전임자였다.